# Olga Bertomeu
Olga Bertomeu (Barcelona, 27 de abril de 1943 - Sevilla, 15 de diciembre de 2015) fue una psicóloga y sexóloga española, presentadora y colaboradora asidua de diversos medios de comunicación de televisión, radio y prensa. Sus consejos en general y especialmente sobre sexo y salud sexual han sido de enorme influencia en la sociedad andaluza, donde desarrolló la mayor parte de su carrera profesional radiofónica.
Fue una pionera estudiando dos carreras en la Universidad de Sevilla en época franquista, cuando las mujeres estudiantes era una excepción. En 1983 se convirtió en la primera jefa de Servicios Sociales del Ayuntamiento de Sevilla y después pasó de Administración Pública al mundo de la comunicación trabajando en Radio Nacional de España, Antena 3 y, posteriormente, en Canal Sur Radio, la radio pública de Andalucía, donde llegó a tener programa propio.

## Infancia y de formación universitaria
De pequeña, la familia se mudó a Sevilla por el traslado de trabajo de su padre, César. Bertumeu se adaptó bien a Andalucía, y creció con una personalidad expansiva en una ciudad metida en los años grises que a ella no le afectaron. Alentada por su padre que creía que debía tener formación que le permitiera tener independencia personal y que debía adquirirla antes de casarse, estudió dos carreras en la Universidad de Sevilla en una época en la que las mujeres no iban a la Universidad. Se licenció en la Universidad de Sevilla en Filosofía (Filología) y posteriormente, ya casada, Ciencias de la Educación y Psicología, y era experta en Educación para la Salud.

## Carrera profesional
En los años 1960, siendo muy joven, empezó a investigar el mundo de los afectos y los desafectos hasta descubrir que el sexo iguala a todas las personas. Decidió dedicarse profesionalmente a consejera para la mejora de la salud sexual de las personas, anatema durante décadas sobre todo en lo referente a orientar para la salud de las mujeres.
Con el inicio de la era socialista del Ayuntamiento de Sevilla de 1983, se convirtió en la primera responsable municipal de Servicios sociales. Disconforme con la lentitud de la administración pública, decidió dedicarse a su profesión. Entonces cuando descubrió la capacidad de la radio y de la televisión para transmitir su conocimiento y su capacidad de ayuda. Empezó con Jesús Quintero en Radio América, una radio "de locos y bohemios", en un programa de noche que la dio a conocer y crecer exponencialmente.
En radio colaboró en el programa de El loco de la colina presentado por Jesús Quintero. Inició sus colaboraciones para Canal Sur Radio, en el programa Vamos Juntos de María del Monte y posteriormente continuó con La Hora de Andalucía de Tom Martín Benítez y en el programa Enhorabuena, en la temporada 2014/2015. También realizó otras colaboraciones, como con Carlos Herrera en los programas Buenos días y El programa de Carlos Herrera. También trabajó con Rafael Cremades o Jesús Melgar.
Fue colaboradora de programas de televisión como el magacín de tarde Sabor a ti, en Antena 3 y El programa de Ana Rosa presentado por Ana Rosa Quintana, que declaró "Cuando en España, las mujeres no hablaban de sexo, ella llegó fresca, con naturalidad, nos contaba las cosas como son, y abrió la cabeza a muchas mujeres".
En 2002, en Canal Sur Radio le propusieron tener un programa propio para aprovechar su capacidad de comunicar toda su sabiduría. El programa se llamó Habla con Olga. Y después colaboró con Rafael Cremades en el programa Aquí estamos, reduciendo sus apariciones por la enfermedad.
Al empezar la temporada 2015-2016, afrontó un nuevo reto, presentar y conducir el programa Andalucía habla con Olga, en emisión en la franja de mañana de Canal Sur Radio desde el mes de septiembre de 2015, con el respaldo de Joaquín Durán, director del ente. Pero las recaídas en su enfermedad provocaron que sus intervenciones se fueran espaciando en los últimos meses de su vida.
En todo este tiempo, mantuvo abierto su consultorio privado en salud sexual. Y fue autora de diversos libros como La conquista de la felicidad, la más conocida; Guía práctica de la Sexualidad Femenina; y Todo lo que hay que saber sobre el sexo ... y algo más, su última publicación. También realizó incursiones en la docencia, impartiendo innumerables cursos sobre sexualidad, psicología y relaciones humanas, así como participando en distintos congresos.

## Vida privada
Tuvo dos hijas, un hijo y cuatro nietos, y le gustaba ejercer de matriarca. Además, le gustaba la cocina, los libros y el senderismo. Sus lugares favoritos eran "el Pirineo, cerca de las montañas más altas, o en un atardecer largo y cálido de abril en Sevilla cuando se desatan todas las pasiones, esas que tanto amaba"
Bertomeu era vital y lo transmitía, con una personalidad de enorme carácter y genio. Quienes la conocieron destacan que era "una mujer extraordinaria", "Un símbolo de la pasión y de las pasiones para quién vivió la vida de manera apasionada e intensa, antítesis del aburrimiento y de la rutina". Nació en Barcelona pero se consideraba muy mediterránea.
Bertomeu empezó a sentirse mal en primavera y falleció el 15 de diciembre de 2015 en Sevilla a los 72 años de edad, tras padecer una larga enfermedad.